# 伊恩·拉弗利

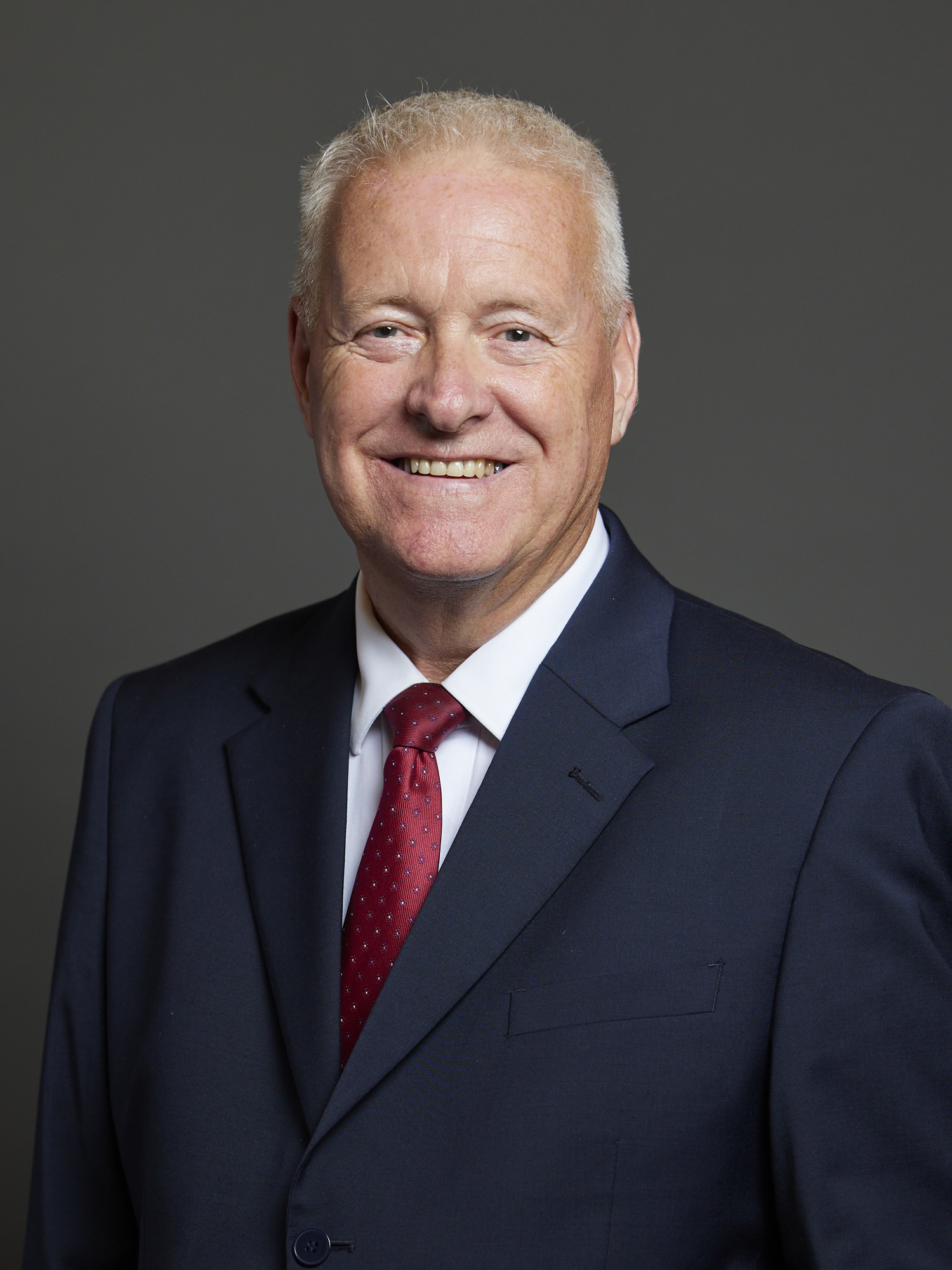

伊恩·拉弗利（Ian Lavery，1963年1月6日—）是一位英格蘭政治人物，他的黨籍是工黨。自2010年開始，他擔任旺斯貝克選區選出的下議院議員，並於2017年至2020年間兼任黨主席。。他曾經擔任英國煤礦工人工會的主席。